# Фурієкрилові
Фурієкрилові (Furipteridae) — родина кажанів. Обидва види родини з Центральної і Південної Америки, вони тісно пов'язані з кажанами родин Natalidae і Thyropteridae. Етимологія: лат. furia — «шаленство», грец. πτερόν — «крило».

## Опис
Ці відносно невеликі кажани завдовжки від трьох до шести сантиметрів і вагою від трьох до п'яти грамів. Голова кругла, писочок короткий. Вуха великі, їх основи розташовані близько до очей. Хвіст майже такий самий довгий, як тіло. Грубе на вигляд хутро сірувате або коричнювате.

## Поведінка
Вони комахоїдні і можуть жити в дуже різних середовищах. Сплять у печерах, а також порожнистих колодах і техногенному житлі, такому як старі будівлі чи шахти. Воліють райони, близькі до води. Удень сплять великими групами від 100 до 300 тварин, які часто діляться на дрібніші підгрупи (4—30 тварин). Вночі вирушають у пошуках їжі, використовуючи ехолокацію для пошуку метеликів, їх основної їжі.

## Систематика
Furipteridae
- Amorphochilus (Peters, 1877)
  - Amorphochilus schnablii (Peters, 1877)
- Furipterus (Bonaparte, 1837)
  - Furipterus horrens (Cuvier, 1828)